# Carlos Kasper

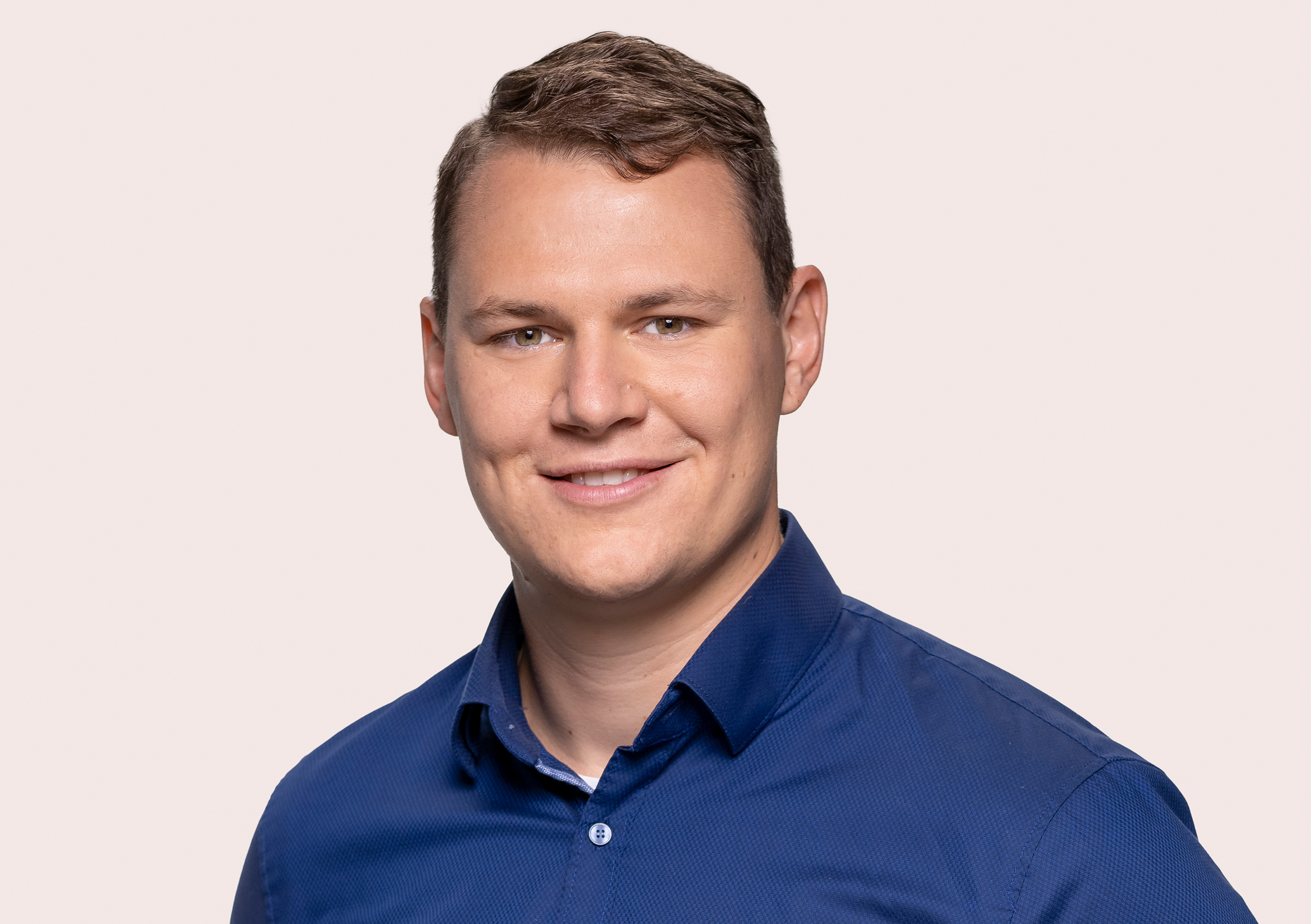
Carlos Kasper (2021)

Carlos Kasper (* 3. September 1994 in Lichtenstein/Sa.) ist ein deutscher Politiker (SPD). Er war von 2021 bis 2025 Mitglied des Deutschen Bundestages.

## Leben
Kasper wurde im westsächsischen Lichtenstein geboren und wuchs dort auf. Die spätere Schullaufbahn absolvierte Kasper an der Eliteschule des Wintersports im erzgebirgischen Oberwiesenthal. Kasper betrieb in seiner Jugend und im frühen Erwachsenenalter Rennrodeln als Leistungssport. Er nahm für den WSC Erzgebirge Oberwiesenthal unter anderem an den Deutschen Meisterschaften im Rennrodeln 2011 und 2012 teil.
Nach seinem Abitur im Jahr 2014 studierte Kasper Rechtspflege an der Hochschule für öffentliche Verwaltung und Rechtspflege in Meißen. Im Jahr 2017 absolvierte er sein erstes Staatsexamen; 2018 folgte das Diplom in Familien- und Vormundschaftsrecht. Seit 2019 arbeitete Kasper im Hauptzollamt Dresden in der Abteilung Finanzkontrolle und Schwarzarbeit.
Kasper ist verheiratet und identifiziert sich selbst als queer.

## Politisches Engagement
Kasper ist nach eigenen Angaben 2014 der SPD beigetreten. In den Jahren 2016 bis 2018 wurde er drei Mal zum Vorsitzenden der Zwickauer Jusos gewählt. Kasper war seit 2017 Mitglied bei Ver.di und ist durch seine Tätigkeit beim Zoll zur Gewerkschaft der Polizei gewechselt.
Zur Bundestagswahl 2021 wurde Kasper von seiner Partei als Direktkandidat für den Wahlkreis Chemnitzer Umland – Erzgebirgskreis II aufgestellt und erhielt 17,1 % der Erststimmen. Da er zusätzlich auf Platz 5 der Landesliste der SPD Sachsen aufgestellt worden war, erreichte Kasper über diesen Listenplatz den Einzug in den 20. Deutschen Bundestag. Im Bundestag ist Kasper ordentliches Mitglied im Finanzausschuss und stellvertretendes Mitglied im Ausschuss für Arbeit und Soziales.

## Positionen
Kasper befürwortete im September 2021 die Anhebung des Mindestlohns auf 12 Euro. Der Zoll soll nach Kasper zu einer Bundesfinanzpolizei umgebaut werden, um die Umsetzung der Mindestlohnregelungen verbessert kontrollieren zu können. Zur Stärkung des ländlichen Raums möchte Kasper den öffentlichen Nahverkehr ausbauen und eine flächendeckend kostenlose Schülerbeförderung einführen. Er fordert im Krankenversicherungssystem die Einführung einer Bürgerversicherung. Weiterhin möchte er die duale Ausbildung stärken. Eine sichere Rente soll über hohe Löhne und sichere Jobs erreicht werden.